# Driva
El Driva és un riu de Noruega que travessa els comtats noruecs de Sør-Trøndelag i Møre og Romsdal. El riu neix a les muntanyes Dovrefjell al sud, des d'on flueix cap al nord, tot descendint per la vall del municipi d'Oppdal. En alguns indrets el riu és anomenat Sunndalselva. La seva longitud és de 150 quilòmetres.